# NORAD Tracks Santa
NORAD Tracks Santa (бълг. НОРАД проследява Санта) е ежегодна развлекателна коледна програма, която съществува от 1955 година под ръководството на Северноамериканското военновъздушно-космическо командване.
Програмата стартира всяка година на Бъдни вечер – в навечерието на Коледа, и „проследява“ как Дядо Коледа напуска Северния полюс и доставя подаръци на деца по целия свят.
Началото ѝ е поставено на 24 декември 1955 година, когато от веригата „Сиърс“ публикуват обява във вестник в гр. Колорадо Спрингс с телефонния номер на Дядо Коледа. Телефонът обаче е отпечатан грешно и на всички обаждания отговаряли от Континенталното военновъздушно командване в Колорадо Спрингс (предшественик на дн. НОРАД). Полковник Хари Шуп, който е на смяна същата вечер, заръчва на екипа си при всяко обаждане да уведомяват децата за „текущото местоположение“ на белобрадия старец. Така се зародила традиция, която съществува и до днес.
Днес програмата разчита на помощта на доброволци от НОРАД – военни и цивилни. Всеки един от тях получава около 40 обаждания на час, като до екипа достигат над 12 000 електронни съобщения и повече от 70 000 обаждания от над 200 страни. Голяма част от контактите се осъществяват между 2:00 ч. на 24 декември и 3:00 ч. на 25 декември. От декември 2007 година посещенията на сайта се отчитат от „Гугъл Анализ“.